# Mann (rapper)
Mann, artiestennaam van Dijon Shariff Thames-Williams (Los Angeles, 17 juli 1991), is een Amerikaanse hiphopartiest en rapper.

## Levensloop
Mann was lid van verschillende hiphopgroepen voordat hij aan een solocarrière begon. Hij werd door J.R. Rotems Beluga Heights Records gecontracteerd en stond al op zijn achttiende onder contract bij het bekende New Yorkse hiphoplabel Def Jam. Hier verscheen in 2010 als eerste zijn single Text, waarvoor hij samenwerkte met zanger Jason Derülo. Zijn remix Buzzin' uit hetzelfde jaar bracht het tot nummer 13 in de Amerikaanse hitlijst Rap Songs. Het jaar daarop kwam zijn album Mann's World uit.

## Discografie

### Studioalbums
- 2011 - Mann's World

### Singles
- 2008 - Ghetto Girl (met Sean Kingston)
- 2010 - Text
- 2010 - Buzzin' (remix)
- 2011 - The Mack